# Reginald Le Borg
Pour les articles homonymes, voir Le Borg.
Reginald Le Borg (né le 11 décembre 1902 à Vienne, en Autriche-Hongrie, et mort le 25 mars 1989  à Los Angeles, Californie) est un réalisateur et scénariste austro-américain.

## Filmographie

### Comme réalisateur
- 1936 : Swing Banditry
- 1936 : A Girl's Best Years
- 1941 : Shadows in Swing
- 1941 : Skyline Serenade
- 1942 : Gay Nineties
- 1942 : Jan Savitt's Serenade in Swing
- 1942 : Swing Frolic
- 1942 : Merry Madcaps
- 1942 : Shuffle Rhythm
- 1942 : Rainbow Rhythm
- 1942 : Pass the Biscuits, Mirandy
- 1942 : Trumpet Serenade
- 1942 : Jivin' Jam Session
- 1942 : Serenade in Swing
- 1942 : Chasing the Blues
- 1942 : Swing's the Thing
- 1942 : Swingtime Blues
- 1943 : Hit Tune Jamboree
- 1943 : Russian Revels
- 1943 : Hit Tune Serenade
- 1943 : She's for Me
- 1943 : Le Docteur de la mort (Calling Dr. Death)
- 1944 : Le Suicide du Professeur X (Weird Woman)
- 1944 : Adventure in Music
- 1944 : L'Atavisme qui tue (Jungle Woman)
- 1944 : Le Fantôme de la Momie (The Mummy's Ghost)
- 1944 : San Diego I Love You
- 1944 : Les Yeux d'un mort (Dead Man's Eyes)
- 1944 : Destiny
- 1945 : Honeymoon Ahead
- 1946 : Joe Palooka, champion (Joe Palooka, Champ)
- 1946 : Little Iodine
- 1946 : Susie Steps Out
- 1947 : Fall Guy
- 1947 : The Adventures of Don Coyote
- 1947 : Philo Vance's Secret Mission
- 1947 : Joe Palooka in the Knockout
- 1948 : Joe Palooka in Fighting Mad
- 1948 : Port Saïd
- 1948 : Joe Palooka in Winner Take All
- 1948 : Trouble Makers
- 1949 : Fighting Fools
- 1949 : Hold That Baby!
- 1949 : Joe Palooka in the Counterpunch
- 1950 : Young Daniel Boone (en)
- 1950 : Dangereuse Mission (Wyoming Mail)
- 1950 : Joe Palooka in the Squared Circle
- 1951 : G.I. Jane
- 1951 : Joe Palooka in Triple Cross
- 1952 : Models Inc. (en)
- 1953 : The Flanagan Boy
- 1953 : The Great Jesse James Raid (it)
- 1953 : Les Péchés de Jézabel (Sins of Jezebel)
- 1954 : The White Orchid
- 1956 : Les monstres se révoltent (The Black Sleep)
- 1957 : Voodoo Island
- 1957 : Les Tambours de la guerre (War Drums)
- 1957 : The Dalton Girls (en)
- 1961 : The Flight That Disappeared
- 1962 : Deadly Duo
- 1963 : L'Étrange destin du juge Cordier (Diary of a Madman)
- 1964 : The Eyes of Annie Jones (en)
- 1965 : House of the Black Death
- 1974 : So Evil, My Sister

### Comme scénariste
- 1936 : Swing Banditry
- 1950 : Young Daniel Boone (en)
- 1954 : The White Orchid